# Rozród
Rozród – jest pojęciem nadrzędnym w stosunku do rozmnażania. U ewolucyjnie wyższych grup zwierząt jak stawonogi i kręgowce, rozmnażanie wiąże się z dodatkowymi procesami. 
W związku z tym rozród można podzielić na:
- procesy przygotowawcze – specyficzne zachowania osobników rodzicielskich, np. zaloty, budowa gniazd.
- rozmnażanie – całokształt procesów związanych z przekazaniem materiału genetycznego oraz wytworzeniem nowego osobnika.
- procesy następcze – opieka nad potomstwem.